# Падь Мельничная
Падь Ме́льничная — посёлок в Иркутском районе Иркутской области России. Входит в состав Марковского муниципального образования.

## История
Посёлок Падь Мельничная появился в 60-х годах XX века как лесопромышленный населённый пункт (лесоучасток) рядом с зоной образования будущего Иркутского водохранилища, став пригородным поселением рядом с Иркутском, как и расположенная южнее деревня Новогрудинина. В связи с прекращением в 70-е годы лесозаготовок в бассейне Ангары посёлок постепенно стал приобретать черты дачного поселения, а число жителей стало сокращаться в связи с отсутствием мест приложения труда.
Жилая застройка поселка сформировалась линейно вдоль трёх основных улиц: Депутатской, Юности и Заводской, преимущественно на берегах водохранилища. В юго-восточной части поселка расположился оборудованный берег с пристанями и бывшая молочно-товарная ферма. Новая усадебная жилая застройка размещается на свободной территории, на северо-западной окраине посеёлка и на участке бывшей лесоперевалочной базы.

## Население
| Численность населения | Численность населения | Численность населения | Численность населения | Численность населения | Численность населения | Численность населения | Численность населения | Численность населения | Численность населения | Численность населения |
| 1970                  | 1979                  | 1989                  | 2002                  | 2008                  | 2009                  | 2010                  | 2011                  | 2012                  | 2013                  | 2014                  |
| --------------------- | --------------------- | --------------------- | --------------------- | --------------------- | --------------------- | --------------------- | --------------------- | --------------------- | --------------------- | --------------------- |
| 564                   | ↘452                  | ↘369                  | ↘308                  | ↗348                  | ↗429                  | ↗1139                 | ↗1147                 | ↗1185                 | ↗1292                 | ↗1554                 |
| 2015                  | 2016                  | 2017                  | 2018                  | 2019                  | 2020                  | 2021                  | 2022                  | 2023                  | 2024                  |                       |
| ↗1744                 | ↗2016                 | ↗2439                 | ↗2636                 | ↗2918                 | ↗2977                 | ↗4706                 | ↗4727                 | ↗4825                 | ↗4892                 |                       |

## Экономика
В населённом пункте действуют социально-культурный центр с танцевальным залом на 30 мест и библиотека на 4 тыс. единиц хранения, размещённые в одном приспособленном здании. Работают также 3 магазина: павильоны и киоск. Также действует фельдшерско-акушерский пункт.

## Достопримечательности
В 2005 году в посёлке установлен памятник воинам-участникам Великой Отечественной войны. На нём выгравированы фамилии проживавших там ветеранов.